# Apolonia del Ríndaco
Apolonia del Ríndaco (en griego antiguo: Ἀπολλωνία ἐπὶ Ῥυνδακῷ, Apollōnía épì Ryndakō; en latín: Apollonia ad Rhyndacum) era una antigua ciudad cerca del río Ríndaco en la zona de la Propóntide, al noroeste de Anatolia. En yacimiento se asentó en el promontorio de un tómbolo en la costa noreste, en la orilla occidental del lago Apolloniatis (nombre cambiado por Uluabat) en Abullionte (nombre cambiado por Gölyazı)

## Toponimia
Sobre su nombre hay dos teorías: la primera indica que lleva el nombre de su arcagetes, Apolo. La segunda teoría indica que la ciudad fue llamada así en honor a Apollonis, la madre de Atalo II.
Se sabe que nueve ciudades fueron construidas con el nombre de "Apolonia" en Anatolia dentro del período antiguo. El nombre de “Apollonia ad Rhyndacum” fue elegido para diferenciarlo de otras ciudades de la Era Antigua con referencia al río Ríndaco (Adranos) ubicado cerca de la ciudad. Cuenca arriba se encuentra la ciudad de Azanos.

## Historia
Los habitantes de Apolonia creían que su colonia original había sido fundada por Mileto bajo los auspicios de Apolo de Dídima, por lo que consideraba a Apolo su arcagetes. Es probable que el área haya estado subordinada al territorio de Cícico, fundada por colonos de Mileto hacia el 757 a. C. La colonia de Cícico tuvo dificultades por las campañas de los cimerios y las guerras, pero la colonia se renovó en el 676 a. C.
Las fuentes antiguas no hablan de las circunstancias de la fundación de la ciudad por lo cual debemos llevarnos por la evidencia material. Las fuentes numismáticas de la antigüedad de la colonia y de su nombre está respaldada por monedas de 450 a. C., que llevan el símbolo del ancla de Apolo.
La ciudad floreció bajo el gobierno de los atálidas y se sugiere fundación helenística y existe la hipótesis de qué una antigua Colonia milesia tuvo el nombre de Apolonia dado por los atalayas. Una inscripción encontrada en Mileto que data del siglo II a. C. cuenta que los milesios fundaron la ciudad bajo los auspicios de Apolo de Dídima.

En 120 d. C. un terremoto dañó severamente parte de Bitinia y el sur de Misia. Las fuentes clásicas narran la visita de Adriano ciudades de Bitinia a causa de este terremoto, pero no señalan que visitó la ciudad. Una fuente epigráfica recuerda su presencia en Apolonia. tiene una interesante inscripción donde se menciona a Adriano como salvador y fundador. El uso de la figura del cangrejo continuó su prevalencia mientras que la representación de la cabeza de Gorgona disminuyó gradualmente. Se utilizaron diferentes caracteres en las monedas como Deméter y Tique debido a la llegada de nuevos cultos a la ciudad en la época romana.

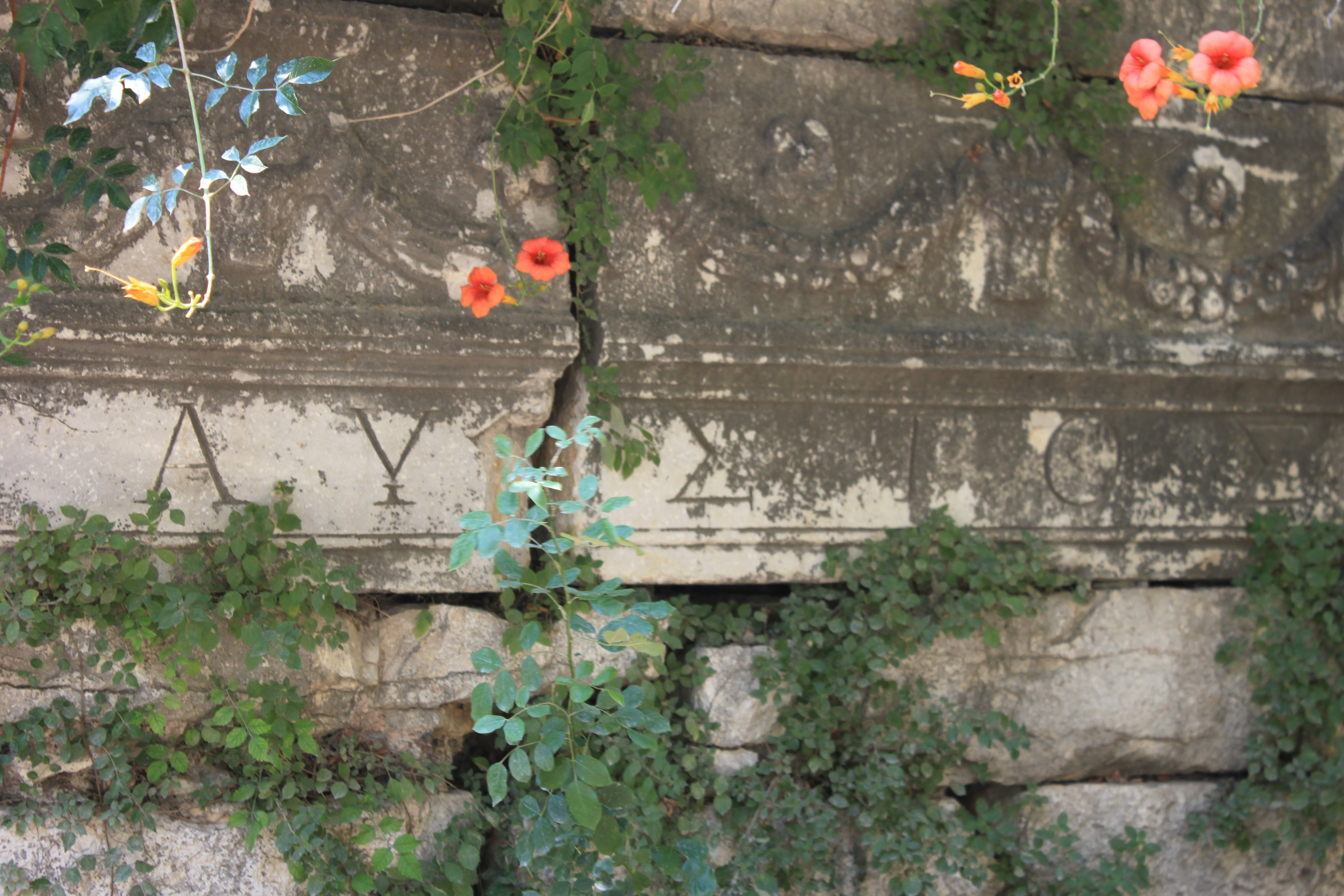
Apollonia ad Rhyndacum, Spolia en la muralla del castillo bizantino,.

En tiempos bizantinos, Apolonia era parte de la diócesis del Ponto con el nombre de Theotokiana. Fue capturado por los otomanos en el transcurso del siglo XIV, no sabemos la fecha exacta. En 1302, el rey otomano Osman I se refugió en el castillo después de la batalla de Bafea, pero no la retuvo.
La ciudad tenía una considerable población griega antes de 1922 y la guerra greco-turca (1919-1922). Durante el siglo XX, se destruyó la iglesia de Hagios Georgios, ubicada en la colina del mismo nombre. Tras la guerra, las familias griegas abandonaron el lugar. El nombre de la ciudad se cambió a Gölyazı durante el período de la República Turca (véase Cambios de nombres de lugares en Turquía).
Estrabón la colocó en Misia, lo que hizo que fuera identificado por los viajeros como Uluabat, en la orilla occidental del lago Apolloniatis (nombre cambiado por Uluabat). Pero durante el siglo XX se reconoció como la ciudad de Abullionte (nombre cambiado por Gölyazı) El río Ríndaco desemboca en el lago y sale de él como un río profundo y fangoso. El lago se extiende de este a oeste y está salpicado de varias islas en la parte noreste. Su tamaño varía considerablemente según las estaciones. En invierno las aguas son mucho más altas.
El pueblo moderno sigue la antigua cuadrícula. El asentamiento moderno está rodeado por la muralla haciendo algunas qué datan del período helenístico. Algunas construcciones de la ciudad moderna tienen expolio de los restos antiguos.

## Área

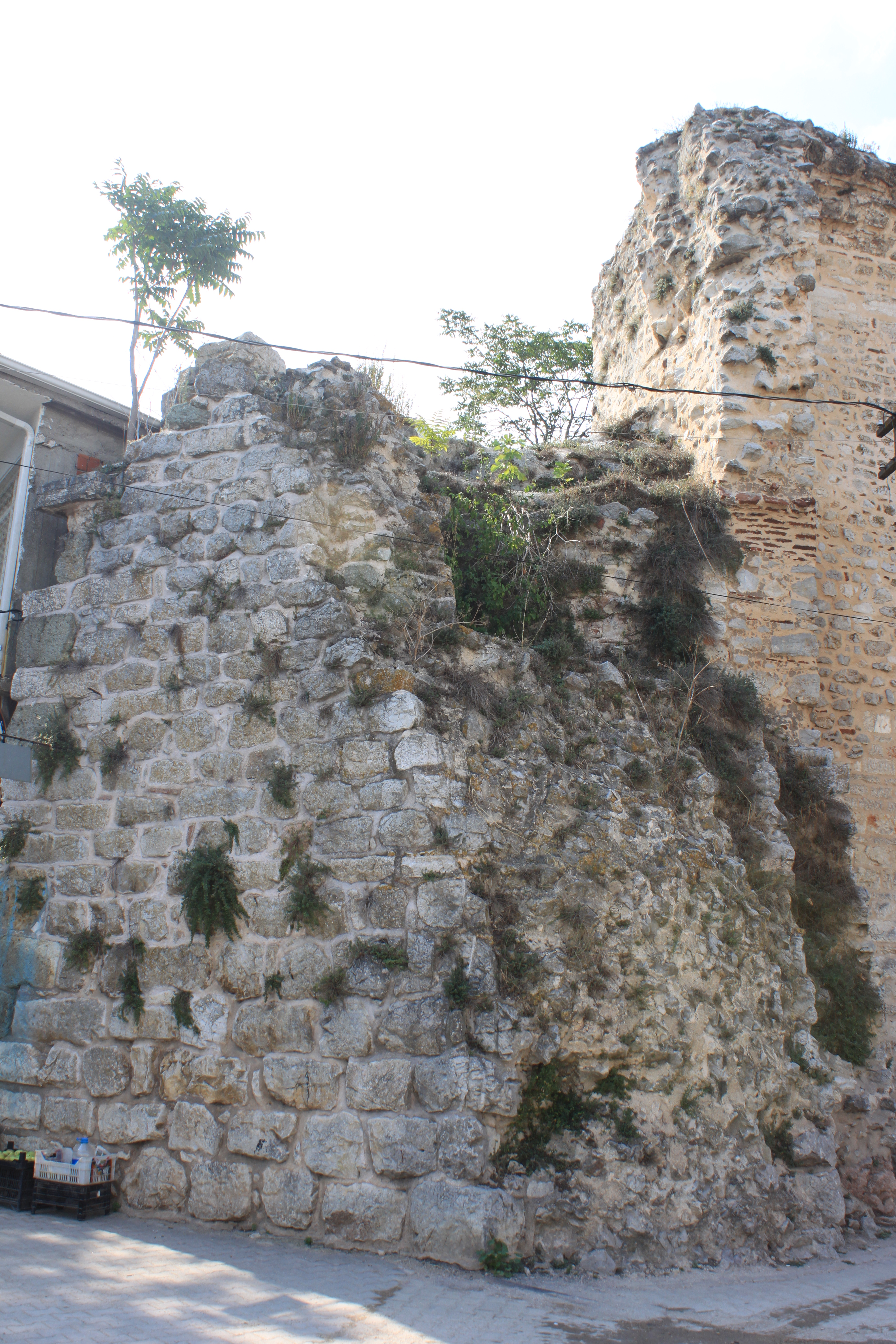
Apollonia ad Rhyndacum, muralla bizantina del al.

Destacan dos áreas: La primera es el área de la Colina de Hagios Georgios, dónde estaban los restos de una iglesia a dedicada San Jorge destruida en el transcurso del siglo XIX y la isla de Kızada dónde está el parte del área Sagrada Apolo.
En el área del témeno se encuentra en la isla de Kızada, rodeada por un muro con un área de 100 x 140 metro. Ahí hay un portal de Apolo con monedas de tiempos helenísticos. Eso nos permiten especular sobre el culto a la Estatua de Apolo, que era un Apolo Sauroktonos. El lado mejor preservado es el lado oeste dónde los restos tienen una altura máxima de 1,5 metros.
El teatro se encuentra en la ladera sur de la colina de Hagios Georgios. La mayor parte de sus asientos se usaron para construir la muralla. Tenía capacidad para 4000 personas. El diámetro de la cavea es aproximadamente 75 metros. Y tenía 2 diazomatas. Cada grada tiene una altura media de 36 cm y un ancho de 67 cm cada grada. Todavía quedan rastros del analemma (muro de contención de las gradas). En su esplendor era un teatro similar al de Metrópolis de Jonia. El estadio está localizado en el lado Norte de la colina de Hagios Georgios. Cada grada tiene una altura media de 36 cm y un ancho de 67 cm cada grada, al igual que el teatro.
La necrópolis está localizada al lado este de la colina de Hagios Georgios. Los restos están dañados por construcciones y excavaciones ilegales. Y está a ambos lados de la antigua carretera que lo conecta la isla con el continente. La carretera continúa hasta unirse con la vía Prusa-Cícico. La carretera tiene 2,5 metros de ancho.

## Excavaciones
El yacimiento fue registrado por Hamilton en 1842, que escribió una breve descripción de las ruinas. Se enfoco más en los restos de Cícico y Dascilio, siendo este un yacimiento menor. Le Bas dibujo un pequeño plano en 1888. En 1986 también se realizaron excavaciones más centradas en el área de la colina de Hagios Georgios y la isla de Kızada.